# Język szuadit
Język szuadit, język żydowsko-prowansalski (שואדית, fr. Chouadite, Shuadit) – język wymarły z grupy języków romańskich, używany w Prowansji przez Żydów w okresie od XI w. do 1977.
Szuadit powstał na bazie języka prowansalskiego z zapożyczeniami z innych języków (język hebrajski, francuski, łacina, język grecki, język aramejski). Zapisywany był zmodyfikowanym alfabetem hebrajskim.

## Historia
Nieznana jest wczesna historia tego języka. Być może szuadit powstał z jeszcze wcześniejszego nieznanego języka żydowsko-prowansalskiego. Język szuadit miał dwie odmiany: szuadit tekstów religijnych i szuadit prozy popularnej. Teksty religijne (np. poemat o Esterze i siddur dla kobiet) zawierają znacznie więcej zapożyczeń z języków obcych, niż teksty popularne. 
Najwcześniejszym zabytkiem piśmiennictwa szuadit jest poemat komiczny Lou Sermoun di Jusiou (Przysięga Żyda), przypuszczalnie z XVI w. Cesarz Piotr II z Brazylii, zapisał wiele dwujęzycznych (hebrajskich/szuadit) poematów religijnych.
Dekretem królewskim z 1498, Żydzi zostali wygnani z południowej Francji i język szuadit zanikł w Prowansji, z wyjątkiem enklawy papieskiej wokół Awinionu (zwanej Comtat Venaissin - hrabstwo Venaissin), gdzie nadal istniała niewielka społeczność żydowska, używająca szuadit. 
I Republika Francuska dała Żydom równouprawnienie z chrześcijanami, co skutkowało porzucaniem języka szuadit na rzecz języka francuskiego. Ostatnią osobą używającą szuadit był Armand Lunel, zmarły w 1977.

## Cechy
Fonetyka szuadit zawiera szereg cech charakterystycznych tylko dla tego języka, m.in. /j/ przeszło w /ʃ/, a /h/ często zanika w położeniu między samogłoskami. Wymowa liter samech (ס), sin (ש), cade (צ) i taw (ת) w słowach zapożyczonych z języków hebrajskiego i aramejskiego to /f/. W słowach, zapożyczonych z języka prowansalskiego, istnieje tendencja do redukowania fonemów /ʒ/ i /ʃ/ oraz /dʒ/ i /tʃ/ do pojedynczego fonemu /ʃ/, np. plus to w szuadit /pjys/, filho (prowans. córka) to /fejɔ/, juge (prowans. sędzia) to /ʃyʃe/.